# PackBot

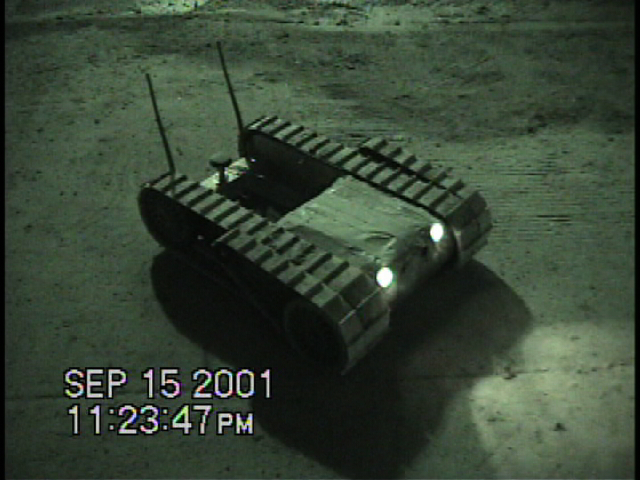
PackBot Scout en position horizontale en mission de recherche et sauvetage au ground zero après les attentats du 11 septembre 2001.

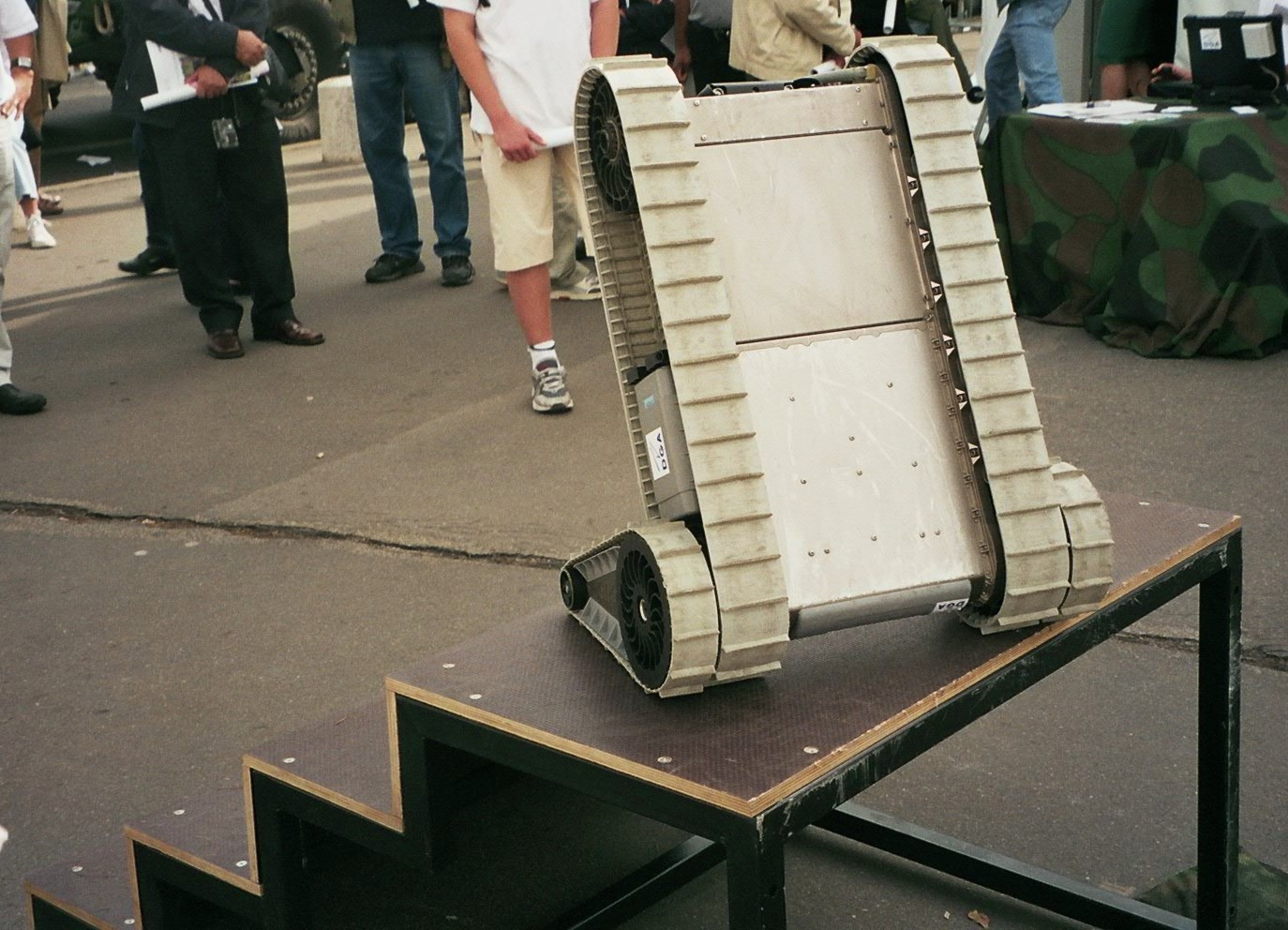
PackBot au sein de l'armée française.

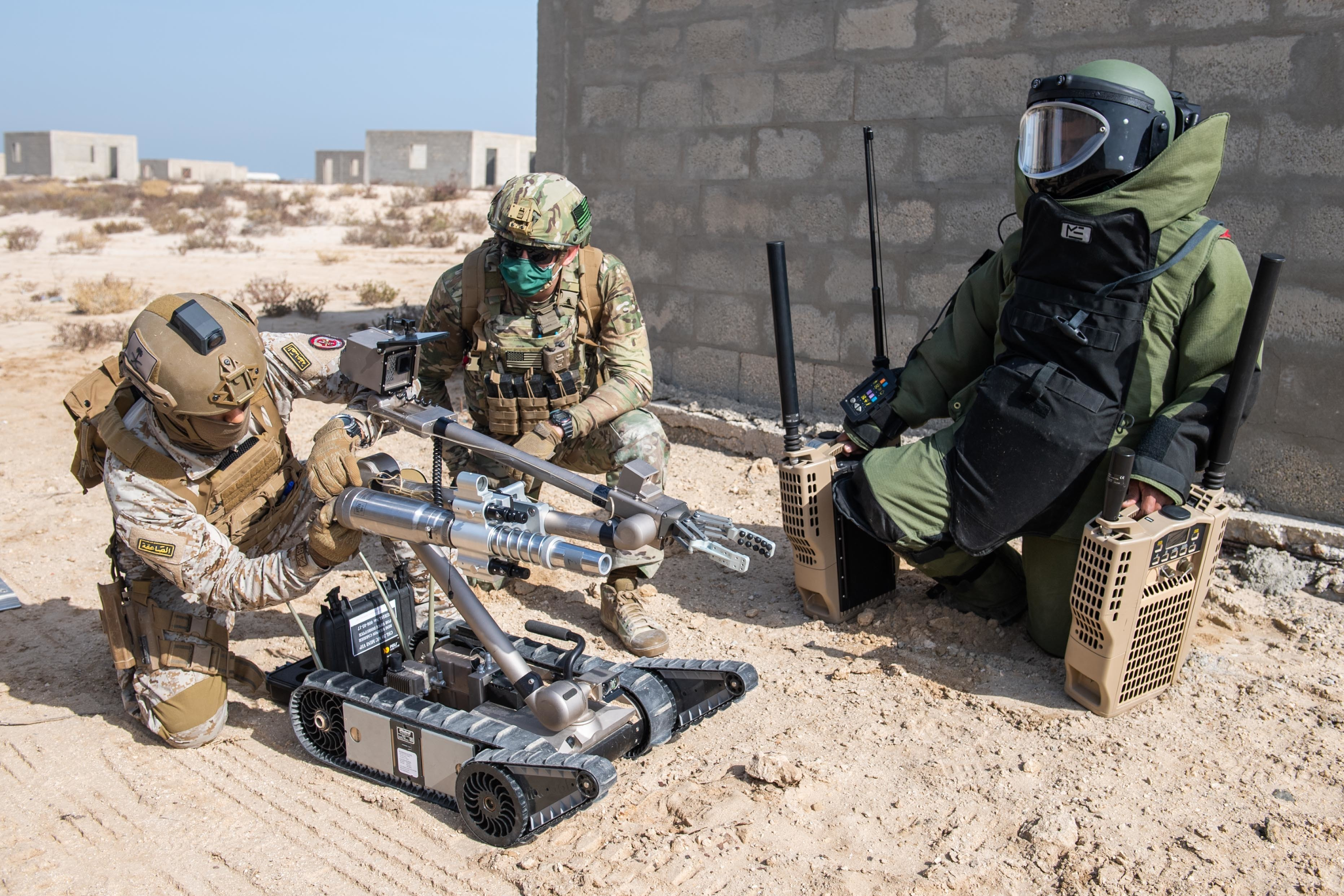
Packbot de déminage au sein de l'US Air Force en Arabie saoudite.

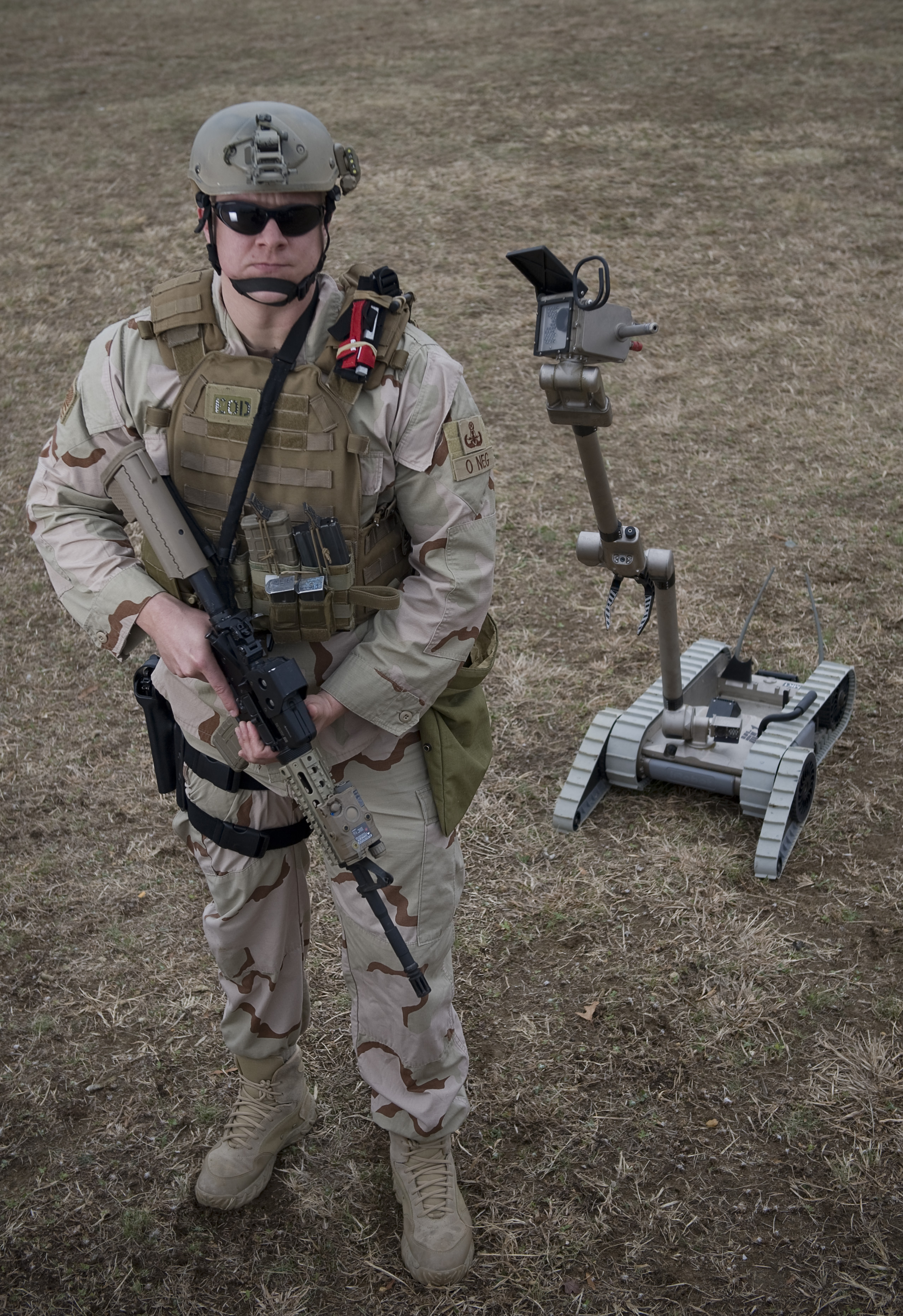
PackBot dans l'armée américaine.

PackBot est une série de robots militaires d'Endeavour Robotics (précédemment par iRobot), une société internationale de robotique fondée en 2016, créée à partir d'iRobot, qui produisait auparavant des robots militaires depuis 1990.

## Histoire
Plus de 2000 ont été utilisés en Irak et en Afghanistan. Ils ont également été utilisés pour faciliter la recherche à travers les débris du World Trade Center après le 11 septembre 2001. Un autre exemple de la technologie PackBot mis en œuvre était la centrale nucléaire endommagée de Fukushima après le tremblement de terre et le tsunami de Tōhoku en 2011, où ils ont été les premiers à évaluer le site. Depuis novembre 2014, l'armée américaine est en train de remettre à neuf 224 robots iRobot 510. La technologie PackBot est également utilisée en collaboration avec la NASA pour leurs rovers et sondes.

## Opérateurs militaires
- Espagne[5] avec pour l'Unité militaire d'urgence le Telerob Telemax
- États-Unis
- Suisse pour le déminage sous le nom DEMUNEX.